# Registro Nacional de Costa Rica
El Registro Nacional de Costa Rica es el órgano adscrito al Ministerio de Justicia y Paz de Costa Rica que se encarga de la actividad registral y geoespacial, así como de administrar las diferentes direcciones de registro bajo su dependencia, entre ellos, el Registro Inmobiliario, el Registro de Personas Jurídicas, el Registro de Bienes Inmuebles y el Registro de la Propiedad Intelectual. Su actual titular es Fabiola Varela Mata.

## Historia
Los primeros registros de la creación de un organismo encargado del derecho registral en Costa Rica se remontan a 1841 con el Código General de Carrillo, que es el primero que hace referencia a un derecho hipotecario y la creación de un registro. En 1850, se promulga el Oficio de Hipotecas mediante el Decreto n.° 94, durante la administración de Juan Rafael Mora Porras. El 2 de septiembre de 1867, comienza a ejecutar sus funciones el Registro Público, creado dos años antes, en 1865.
El 25 de agosto de 1969, durante la administración de José Joaquín Trejos Fernández, y mediante la Ley de Bases del Registro Nacional, n.º 4384, se crea el Registro Nacional como dependencia del Ministerio de Gobernación y Policía, que une a las dos direcciones registrales creadas hasta entonces en el país y que funcionaban independientemente: el Registro de la Propiedad y el Registro Público. El 28 de mayo de 1975, se deroga la Ley anterior y se establece que el Registro Nacional estará dirigido por una Junta Administrativa, la cual tendrá personalidad jurídica, y sus funciones se establecen en el artículo 3 de esa Ley.
En 1978, el Registro Nacional es trasladado al Ministerio de Justicia y Gracia, lo cual queda debidamente instituido con la reforma a su Ley de creación, n.º 5695, mediante la Ley n.º 6934, del 28 de noviembre de 1983.

## Funciones
El Registro Nacional de Costa Rica tiene, entre algunas de sus funciones, las siguientes:
- Dictar las medidas de organización y funcionamiento de sus dependencias.
- Proteger, conservar sus bienes y velar por su mejoramiento.
- Formular y ejecutar los programas de mejoras, de acuerdo con las necesidades de las dependencias a su cargo.
- Administrar los fondos específicos asignados a cada una de ellas, así como los demás ingresos que por otros conceptos reciba, mediante cuentas separadas, dictando los presupuestos, acordando los gastos, haciendo las inversiones que estimare adecuadas, promoviendo y resolviendo las licitaciones que fueren del caso, con sujeción a lo dispuesto por la Ley de la Administración Financiera de la República y la presente ley.
- Preparar los proyectos de ley y reglamentos necesarios y dictar los reglamentos internos para el mejor funcionamiento de las diversas dependencias.

## Estructura
El Registro Nacional de Costa Rica tiene, entre algunas de sus funciones, las siguientes:
- La Dirección Administrativa.
  - Departamento de Proveeduría.
  - Departamento de Recursos Humanos.
  - Departamento Financiero.
  - Departamento de Servicios Generales.
  - Departamento del Archivo Central.
- La Dirección del Registro Inmobiliario.
  - Subdirección Registral: Área Registral
  - Subdirección Catastral: que se subdivide en dos áreas:
  - 1. Área Catastral Técnico
  - 2. Área Catastral Registral

- La Dirección del Registro de Propiedad Intelectual.
  - Departamento de Geodinámica.
  - Departamento Topográfico y de Observación del Territorio.
  - Departamento de Geomática.
- La Dirección del Registro de Personas Jurídicas.
- La Dirección del Registro de Bienes Inmuebles.
  - Departamento Registral.
- La Dirección de Servicios.
  - Departamento de Recepción y Entrega.
  - Departamento de Placas.
  - Departamento de Plataforma de Servicios.
- La Dirección de Informática.

Además cuenta con los siguientes órganos dependientes:
- El Instituto Geográfico Nacional (IGNCR).

## Titulares

### Directores generales
| - ¿? (1974-1978) - ¿? (1978-1982) - ¿? (1982-1984) - Rolando Chacón Murillo (1984-1988) - Francisco Chamberlain Trejos (1988-1990) | - Mario Saborío Valverde (1990-1996) - Armando López Baltodano (1996-1998) - Dagoberto Sibaja Morales (1998-2014) - Luis Jiménez Sancho (2014-2018) - Fabiola Varela Mata (2018-) |